# Кречмарія
Кречмарія (Kretzschmaria) — рід грибів родини Xylariaceae. Назва вперше опублікована 1849 року.

## Поширення та середовище існування
В Україні зростає кречмарія спалена (Kretzschmaria deusta).

## Гелерея

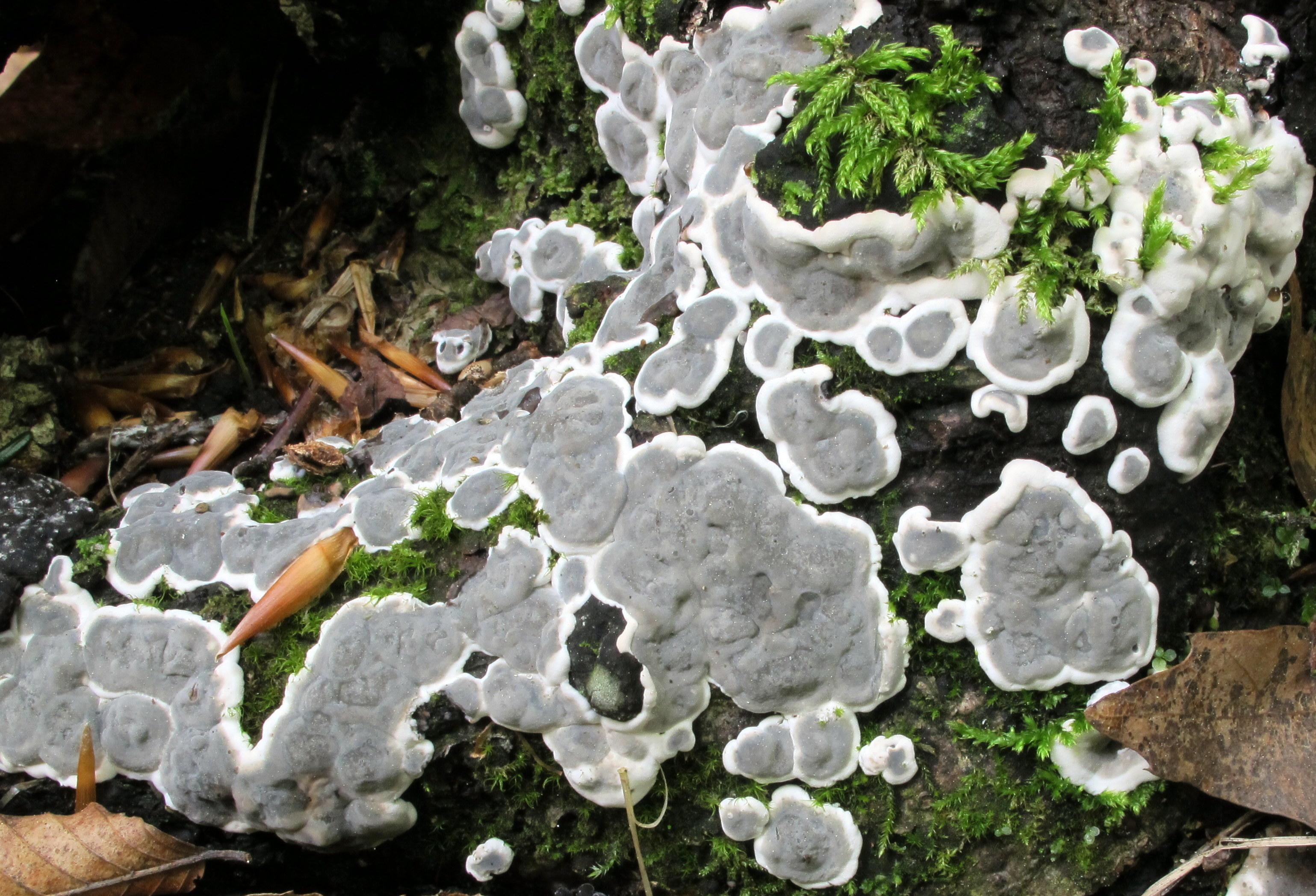
Kretzschmaria deusta
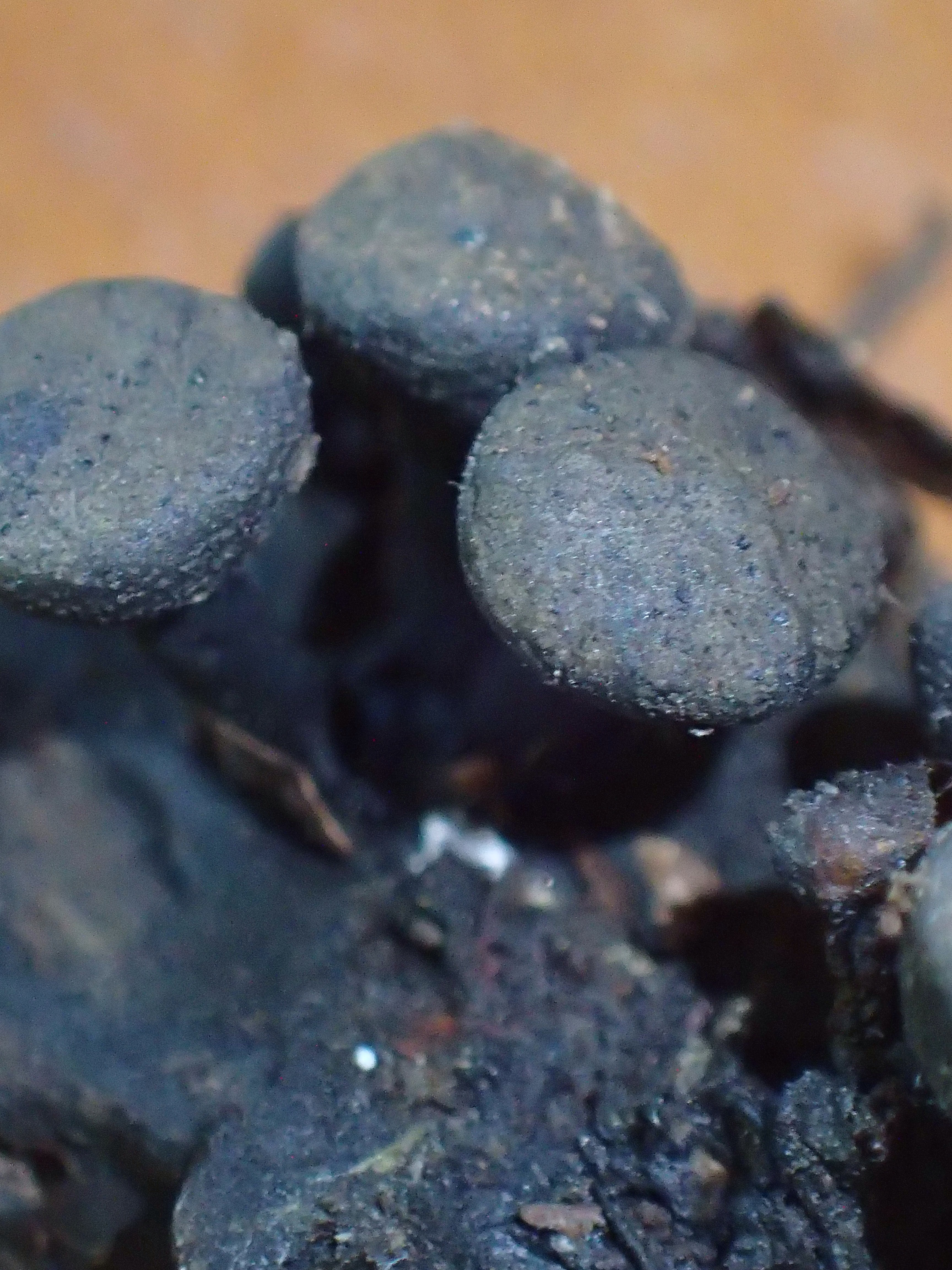
Kretzschmaria clavus